# Rolf Bjørn Backe
Rolf Bjørn Backe (Gjøvik, 21 novembre 1934 – Gjøvik, 11 settembre 2012) è stato un calciatore norvegese, di ruolo attaccante.

## Carriera

### Club
Backe vestì la maglia dello Gjøvik-Lyn. Con questa maglia, vinse la Coppa di Norvegia 1962.

### Nazionale
Conta 18 presenze per la Norvegia, con 5 reti all'attivo. Esordì il 21 agosto 1959, nel successo per 2-1 contro l'Islanda, andando anche a segno.

## Palmarès

### Club

#### Competizioni nazionali
- Coppa di Norvegia: 1

Gjøvik-Lyn: 1962